# Porcellio cinerascens
Porcellio cinerascens är en kräftdjursart som beskrevs av Brandt 1833. Porcellio cinerascens ingår i släktet Porcellio och familjen Porcellionidae. Inga underarter finns listade i Catalogue of Life.